# 김주성 (1952년)
김주성(金周成, 1952년 11월 7일 ~ )은 대한민국의 정치인이다. 제2대 익산시의원, 제7대 전라북도의원을 지냈다.

## 학력
- 익산종합고등학교 졸업
- 건양대학교 행정학과 졸업

### 비학위 수료
- 전북대학교 대학원 사학과 석사 2년 자퇴

## 경력
- 금마면 지자위 특위장
- 1995.07 ~ 1998.06 제2대 전라북도 익산시의회 의원
- 새정치국민회의 전북도당 익산시 을 지구당 상무위원
- 건양대학교 행정학과 강사
- 2004.06 ~ 2006.06 제7대 전라북도의회 의원
- 2004.07 ~ 2006.06 제7대 전라북도의회 후반기 행정자치위원회 위원
- 2004.07 ~ 2006.06 제7대 전라북도의회 후반기 예산결산특별위원회 위원
- 2006.12 ~ 2012.02 한나라당
- 2012.02 ~ 2017.02 새누리당

## 역대 선거 결과
|  | 53.67% |

|  | 45.50% |

|  | 28.18% |

|  | 59.2% |

|  | 37.82% |

|  | 6.08% |